# Richard Adams (chanteur)
Pour les articles homonymes, voir Richard Adams et Adams.
Richard Adams (surnom de Richard Beaudin) est un chanteur et comédien québécois né le 26 juin 1950 à Montréal et décédé à Sainte-Thérèse le 18 janvier 2018 à l'âge de 67 ans des suites d'un cancer. 

## Biographie
Il commence sa carrière en tant que chanteur et animateur dans les cabarets. En 1968 il enregistre son premier 45 tours, Baby, je ne t'en veux pas. Il connaît un grand succès au cours des années 1970. Durant trois ans, il sera danseur à l'émission jeunesse "Like Young" sur les ondes de CFCF-12, station de télévision anglophone de Montréal.  
En 1972 il enregistra la première chanson-thème des Nordiques de Québec. 
Richard Adams joua dans deux épisodes du téléroman La Petite Patrie diffusé sur les ondes de Radio-Canada de 1974 à 1976, où il y tenait le rôle de Miville.